# André Martins (futbolista nacido en 1990)
André Martins (Santa Maria da Feira, 21 de enero de 1990) es un futbolista portugués que juega de centrocampista en el Hapoel Be'er Sheva de la Liga Premier de Israel.

## Carrera
André Martins se graduó en la academia juvenil del Sporting Club de Portugal, siendo cedido junto a seis compañeros del club al Real S. C. de la II Divisão. Para la temporada 2010-11, Paulo Sérgio Bento Brito lo convocó para la pretemporada del Sporting, pero sería enviado al Clube de Futebol Os Belenenses en agosto del mismo año en condición de cedido hasta final de año. Sin embargo, la llegada de José Mota al banquillo le empujó a abandonar al club de la Segunda División de Portugal y marcharse como préstamo al C. D. Pinhalnovense en enero de 2011.
Debido a la plaga de lesiones padecidas por sus compañeros de equipo, Martins empezó a ser convocado en los banquillos del Sporting en algunos partidos de la temporada 2011-12. El 20 de octubre de 2011 hizo su debut oficial sustituyendo a Diego Capel en los últimos quince minutos de la victoria por 2-0 en casa ante el F. C. Vaslui rumano para la Liga Europa de la UEFA 2011-12.
Martins anotó tres tantos en 29 partidos de la campaña 2013-14 donde el Sporting finalizó en segunda posición, marcando su primer gol en la Primeira Liga el 15 de septiembre de 2013 en un triunfo por 2-0 en el S. C. Olhanense. Sin embargo, tras el nombramiento del mánager Jorge Jesus como director técnico de la entidad lisboeta, se le pidió que buscase un nuevo club y abandonase el Estadio José Alvalade antes del 30 de junio de 2016.
Llegó al Olympiacos de El Pireo como agente libre el 8 de agosto de 2016, disputando un total de 33 partidos con el club griego. El 6 de septiembre de 2018 firmó por un año para el Legia de Varsovia de la Ekstraklasa de Polonia, con la posibilidad de extender el contrato un año más. Durante el mercado de invierno de la temporada 2021-22 anunció su salida del club polaco, fichando por el Hapoel Be'er Sheva de la Liga Premier de Israel.

## Selección nacional
André Martins disputó un total de 43 partidos con las selecciones inferiores de Portugal, incluyendo 17 convocatorias para la selección sub-21. El 10 de junio de 2013 hizo su debut con la selección absoluta, jugando los últimos minutos de la victoria por 1-0 en el partido amistoso ante Croacia disputado en Ginebra. Es nuevamente llamado a la selección el 14 de agosto para un amistoso ante la selección de los Países Bajos, reemplazando a Rúben Amorim a mediados del segundo término del encuentro, que concluiría en empate a 1.

## Palmarés

### Títulos nacionales
| Título              | Club               | País     | Año     |
| ------------------- | ------------------ | -------- | ------- |
| Copa de Portugal    | Sporting de Lisboa | Portugal | 2014-15 |
| Superliga de Grecia | Olympiacos F. C.   | Grecia   | 2016-17 |
| Ekstraklasa         | Legia Varsovia     | Polonia  | 2019-20 |
| Ekstraklasa         | Legia Varsovia     | Polonia  | 2020-21 |
| Copa de Israel      | Hapoel Be'er Sheva | Israel   | 2021-22 |
| Supercopa de Israel | Hapoel Be'er Sheva | Israel   | 2022    |